# عملیات آتیلا
عملیات آتیلا، اسم رمز حمله نظامی ترکیه به قبرس در سال ۱۹۷۴ بود که به تقسیم قبرس، به دو بخش یونانی و ترک‌نشین (قبرس شمالی) منجر شد.